# 迷失遊境
《迷失遊境》是2022年點擊式冒险游戏，由Happy Juice Games開發，Joystick Ventures發行。該作不依賴傳統對話或旁白敘事，而是透過卡通風格的畫面和遊戲機制來說故事，講述兩個孩子加爾（Gal）和托托（Toto）在家中及充滿奇幻色彩的社區裡進行想像遊戲的過程。玩家需要帶領這對兄妹穿越各種場景，運用線索和道具來解開謎題及挑戰小遊戲。
該作是Happy Juice Games的處女作，費時三年半開發，主要由聯合創辦人尤瓦爾·馬科維奇（Yuval Markovich）、奧倫·魯賓（Oren Rubin）和阿隆·西蒙（Alon Simon）三人製作。開發團隊希望呈現兒童豐富的想像世界，強調藝術性和動畫效果，並讓遊戲容易為兒童及冒險遊戲新手所接受。他們刻意摒棄制式化的劇情結構，營造出彷彿由孩子們自創遊戲的感受。經過數年開發後，Happy Juice Games與新創發行商Joystick Ventures合作，獲得資金挹注以擴充團隊並完成作品。
《迷失遊境》於2022年8月登陸macOS、任天堂Switch及Windows等平台，2023年7月發行Android和iOS等行動平台版，2024年8月在PlayStation 4和PlayStation 5等主機上架。該作獲評論員好評，尤其在美術設計和創意表現方面備受讚賞，不過對於遊戲長度和難度設計則有不同看法。作品曾入圍第38屆金摇杆奖和第26屆D.I.C.E.大奖，並榮獲2022年IndieCade大獎「開發者選擇獎」。此外，蘋果公司將其評選為2023年度最佳iPad遊戲，並在2024年頒發苹果设计大奖創新類別獎項。

## 玩法與情節
《迷失遊境》是一款點擊式冒险游戏，玩家扮演小兄妹加爾（Gal）和托托（Toto），體驗他們在家中及充滿奇幻色彩的社區裡進行想像遊戲的冒險。該作完全透過卡通風格的畫面和互動機制來引導玩家，沒有任何對話或旁白。該作的所有角色，如兄妹以及鄰居、鳥類、哥布林、怪物等非玩家角色，都透過自創的語言、手勢、圖像符號和聲效交流。
該作共分為15個章節或場景，如兒童的家、巨鳥棲息的公園、神秘海底世界、哥布林村莊等。雖然某些場景會重複出現哥布林、青蛙、魔法王冠等主題元素，但各個場景之間的設定大多相互獨立。該作前半段描述兄妹外出遊玩的經歷，後半段則讓他們依循地圖指引，趕在天黑前返回家中。各章節中，玩家一次只能控制一位角色，可在兄妹之間切換，目標為帶領兄妹探索場景、收集道具，並運用道具解開謎題。許多謎題設計成獨立的小遊戲，如紙牌對戰、西洋跳棋圍困戰術、飛船零件組裝等，其他謎題則需要玩家仔細觀察場景環境中的線索來破解。遊戲內建提示系統，會為玩家指出每個章節中下一步該解決的謎題方向。

## 開發
《迷失遊境》由位於以色列特拉维夫的Happy Juice Games工作室開發，為工作室的處女作，耗時三年半完成。該作主要由工作室三位聯合創辦人尤瓦爾·馬科維奇（Yuval Markovich）、奧倫·魯賓（Oren Rubin）和阿隆·西蒙（Alon Simon）負責設計開發。魯賓和西蒙是動畫師與設計師，曾經參與製作2018年的點擊冒險遊戲《The Office Quest》；馬科維奇則具備程式設計背景，並且是手機遊戲開發商Nitako Games的創辦人。開發團隊為了維持低成本開發，在製作初期堅持只有三人的精簡規模，期望能打造出高品質的遊戲作品。原本預估只需半年時間完成的專案，實際上花了整整一年時間自掏腰包製作遊戲原型，之後才開始尋找資金援助和發行夥伴。
2020年COVID-19疫情期間，Happy Juice Games在與發行商的洽談計畫宣告失敗後，轉而在社群媒體平台主動宣傳遊戲，希望引發關注。這個策略成功吸引了賈斯汀·貝倫鮑姆（Justin Berenbaum）的注意，他是電子遊戲金融科技公司Xsolla負責連結開發者與投資者專案的經理。當Xsolla與創投公司Nazca攜手成立 Joystick Ventures發行商時，決定投資並發行《迷失遊境》，該作於2022年初正式對外發布。獲得資金挹注後，Happy Juice Games得以擴編開發團隊，新聘編劇、程式設計師、動畫師、音樂家和配音員等專業人才。
該作的核心理念是要呈現孩子們豐富的想像世界，並以藝術表現和動畫效果為重點。三位設計師本身都是為人父母，而遊戲的主角托托和加爾正是以魯賓的孩子為藍本創作。開發團隊希望營造出「兄妹二人一起扮家家酒」的真實感受，刻意摒棄傳統的劇情架構，讓各個場景和概念自然流轉銜接。團隊後來發現遊戲過於「可愛甜膩」，便加入兄妹之間產生摩擦的情節，讓奇幻世界暫時回歸現實，以增添戲劇張力。開發團隊採用卡通風格的美術設計來凸顯童年氛圍，靈感來源包括當代動畫作品《神秘小鎮大冒險》、《藍髮女孩進城記》和《花園牆外》，以及他們童年時代接觸的等經典作品。為了讓兒童及冒險遊戲新手都能輕鬆上手，開發團隊主要透過視覺引導來推進劇情，而非依賴文字敘述。遊戲內建的提示系統則是為了避免玩家卡關，或因為需要上網查攻略而破壞遊戲的沉浸體驗。
《迷失遊境》於2022年6月在Future Games Show展會上正式公布，並於同年8月10日登陸macOS、任天堂Switch 及Windows平台。2023年7月12日由Snapbreak Games代理發行Android及iOS行動版本，2024年8月10日則由Joystick Ventures推出PlayStation 4和PlayStation 5主機版。2025年6月5日，遊戲以《迷失遊境+》（Lost in Play+）於訂閱服務平台Apple Arcade發行。

## 反響
| 汇总媒体   | 得分                      |
| ---------- | ------------------------- |
| Metacritic | PC：82/100 Switch：84/100 |

| 媒体            | 得分   |
| --------------- | ------ |
| Nintendo Life   | 9/10   |
| 任天堂世界报道  | 8.5/10 |
| Pocket Gamer    | 5/5    |
| Eurogamer義大利 | 7/10   |
| IGN義大利       | 8/10   |

《迷失遊境》在2022年IndieCade大獎獲頒開發者選擇獎，並入圍第38屆金摇杆奖最佳視覺設計獎、第26屆D.I.C.E.大奖年度家庭遊戲獎。iOS版本獲頒蘋果公司的2023年App Store大獎「最佳iPad遊戲」，以及2024年苹果设计大奖創新類別獎。
根據評論聚合網站Metacritic統計，評論員對該作給予「普遍好評」。該作遊戲機制廣受讚賞，Nintendo Life的和Rock, Paper, Shotgun的都肯定遊戲「持續帶來驚喜」的謎題設計多樣性，以及這些謎題與遊戲世界的完美融合。也稱讚提示系統恰到好處，既能提供協助，又不會破壞解謎樂趣。Pocket Gamer的和任天堂世界報道的認為遊戲節奏掌控得宜，能讓玩家在約五小時的遊戲時間內保持專注投入，不過Eurogamer義大利的达尼埃莱·库基亚雷利則認為遊戲時長略嫌不足。評論員對於遊戲謎題的難度設計意見分歧，特別是考量到遊戲主打親子友善的風格。Pocket Gamer的和IGN義大利的亚历山德罗·阿洛西（Alessandro Alosi）認為遊戲「挑戰性不算太高」，但任天堂世界報道的指出部分謎題的解法缺乏邏輯性或過於隱晦。Nintendo Life、Rock, Paper, Shotgun、Eurogamer義大利的三位編輯皆認為某些謎題對兒童玩家來說可能過於困難，需要大人協助才能解決。
遊戲的視覺呈現獲得一致好評；Pocket Gamer的讚賞遊戲「精美的動畫效果和動人故事」，IGN義大利的阿洛西則稱讚「卓越的藝術指導」。Rock, Paper, Shotgun的形容遊戲具有「豐富華麗的視覺效果」，並稱畫面一旦動起來便是「最令人驚豔的視覺饗宴」。多位評論員都表示遊玩體驗就像在操縱一部高品質動畫作品。任天堂世界報道、Pocket Gamer、Eurogamer義大利的編輯都肯定遊戲的幽默元素，而Pocket Gamer和IGN義大利的編輯更認為故事情節讓人彷彿真正參與了孩子們的想像遊戲。任天堂世界報道和IGN義大利稱讚遊戲配樂優秀且與視覺風格完美搭配，Nintendo Life則讚賞角色配音聽不懂但討人喜愛。Pocket Gamer的於總結時認為遊戲「完美捕捉了想像力的美妙與奇蹟」，而Rock, Paper, Shotgun則形容遊戲體驗「如同蜷縮在溫暖角落閱讀一本好書般舒適愜意」。

### 獲獎紀錄
| 年份   | 獎項               | 類別         | 結果 | 来源   |
| ------ | ------------------ | ------------ | ---- | ------ |
| 2022年 | 第38屆金摇杆奖     | 最佳視覺設計 | 提名 | [ 21 ] |
| 2022年 | DevGAMM大獎        | 最佳獨立遊戲 | 獲獎 | [ 25 ] |
| 2022年 | DevGAMM大獎        | 優秀視覺設計 | 獲獎 | [ 25 ] |
| 2022年 | DevGAMM大獎        | 大獎         | 提名 | [ 25 ] |
| 2022年 | IndieCade大獎      | 開發者選擇獎 | 獲獎 | [ 20 ] |
| 2023年 | 第26屆D.I.C.E.大奖 | 年度家庭遊戲 | 提名 | [ 22 ] |
| 2023年 | App Store大獎      | 最佳iPad遊戲 | 獲獎 | [ 23 ] |
| 2024年 | 苹果设计大奖       | 創新類別     | 獲獎 | [ 24 ] |

## 外部連結
- 官方网站 （英文）